# Лиссабонский договор
Лиссабонский договор (официальное название — «Лиссабонский договор о внесении изменений в Договор о Европейском союзе и Договор об учреждении Европейского сообщества», англ. Treaty of Lisbon amending the Treaty on European Union and the Treaty establishing the European Community) — международный договор, подписанный на саммите ЕС 13 декабря 2007 года в Жеронимуше в Лиссабоне.
Призван заменить собой не вступившую в силу Конституцию ЕС и внести изменения в действующие соглашения о Европейском союзе в целях реформирования системы управления ЕС.

## Предыстория Договора о реформе
Договор о внесении изменений в Договор о Европейском союзе и Договор об учреждении Европейского сообщества, или Договор о реформе ЕС, созданный с целью улучшения функционирования Европейского союза в составе 27 стран-членов и укрепления его роли и позиций на мировой арене в условиях резких глобальных изменений, был окончательно согласован на Межправительственной конференции в Лиссабоне 19 октября 2007 года.
Задуманный как «инструментарий», этот во многом инновационный договор призван заложить основы функционирования Евросоюза на ближайшие 15—20 лет. Подписание Договора 13 декабря 2007 года открыло период, когда страны-члены проводили процесс его ратификации. Осложнения возникли в таких странах, как Ирландия и Чешская республика, где для его одобрения была необходима поддержка 3/5 парламента, а в случае с Ирландией ещё и поддержка населением страны на референдуме.
Тем не менее, одобрение в парламентах и на референдумах 27 стран завершило 15-летнюю дискуссию о политической и институциональной реформе ЕС, которая была начата подписанием Маастрихтского договора в 1992 году. Необходимость внесения изменений в основополагающие договоры ЕС была вызвана тем, что всего за два с половиной года (апрель 2004 — 1 января 2007 гг.) число стран-членов возросло с 15 до 27, а их совокупное население достигло почти полумиллиарда человек. Договор призван заменить собой провалившийся проект Конституции ЕС (проект которой был подписан в июне 2004 г.). Когда в 2005 году на референдумах во Франции и Нидерландах Конституция была отклонена, Европейский союз оказался в институциональном тупике. Чтобы двигаться дальше, было необходимо серьёзно упростить структуру коллективных органов, принципы и порядок их работы, сделать их деятельность более понятной и прозрачной. На решение этой двуединой задачи и направлен Лиссабонский договор.
Договор о реформе закрепил баланс между целями и интересами стран — членов ЕС, придав последнему статус «сверхдержавы». Текст Договора вносит изменения в три основополагающих документа ЕС: Договор об учреждении Европейского сообщества (Римский договор, 1957 г.), Маастрихтский договор, 1992 г. и Договор об учреждении Европейского сообщества по атомной энергии, 1957 г. После подписания и ратификации Договор о реформе перестаёт существовать как единый текст, а нововведения инкорпорируются в три перечисленные выше документа.
Договор о реформе структурно состоит из преамбулы, 7 статей, 13 протоколов и 59 деклараций. В статье 1 характеризуются изменения, которые вносятся в Договор о ЕС (стр. 3—40), в статье 2 — изменения в Договор об учреждении европейского сообщества (стр. 41—150), в статье 3 перечислены заключительные положения (стр. 151—152).

## История принятия договора

Порядок, в котором Договор был утвержден странами ЕС

По состоянию на 13 ноября 2009 года договор утвердили все 27 стран ЕС. Договор вступил в силу 1 декабря 2009 года.
| Государство                                                                                                | Решение вынесено | Институт                            | За        | Против    | Возд.     | Утверждён        | Ссылки               |
| --- | ---------------- | ----------------------------------- | --------- | --------- | --------- | ---------------- | -------------------- |
| Австрия | 9 апреля 2008    | Национальный совет                  | 151       | 27        | 5         | 13 мая 2008      | [ 2 ]                |
| Австрия | 24 апреля 2008   | Федеральный совет                   | 58        | 4         | 0         | 13 мая 2008      | [ 3 ]                |
| Австрия | 28 апреля 2008   | Президент Австрии                   | Утверждён | Утверждён | Утверждён | 13 мая 2008      | [ 4 ]                |
| Бельгия | 6 марта 2008     | Сенат Бельгии                       | 48        | 8         | 1         | 15 октября 2008  | [ 5 ]                |
| Бельгия | 10 апреля 2008   | Палата представителей               | 116       | 11        | 7         | 15 октября 2008  | [ 6 ]                |
| Бельгия | 14 мая 2008      | Валлонский парламент (регион)       | 56        | 2         | 4         | 15 октября 2008  | [ 7 ]                |
| Бельгия | 14 мая 2008      | Валлонский парламент (сообщество)   | 53        | 3         | 2         | 15 октября 2008  | [ 8 ]                |
| Бельгия | 19 мая 2008      | Германоязычное сообщество           | 22        | 2         | 1         | 15 октября 2008  | [ 9 ]                |
| Бельгия | 20 мая 2008      | Франкоязычное сообщество            | 67        | 0         | 3         | 15 октября 2008  | [ 10 ]               |
| Бельгия | 19 июня 2008     | Королевская санкция                 | Утверждён | Утверждён | Утверждён | 15 октября 2008  | [ 11 ]               |
| Бельгия | 27 июня 2008     | Брюссельский региональный парламент | 65        | 10        | 1         | 15 октября 2008  | [ 12 ]               |
| Бельгия | 27 июня 2008     | Брюссельская объединённая комиссия  | 66        | 10        | 0         | 15 октября 2008  | [ 13 ]               |
| Бельгия | 10 июля 2008     | Фламандский парламент (регион)      | 76        | 21        | 2         | 15 октября 2008  | [ 14 ]               |
| Бельгия | 10 июля 2008     | Фламандский парламент (сообщество)  | 78        | 22        | 3         | 15 октября 2008  | [ 14 ]               |
| Бельгия | 11 июля 2008     | Комиссия франкоязычного сообщества  | 52        | 5         | 0         | 15 октября 2008  | [ 15 ]               |
| Болгария                                                                                                   | 21 марта 2008    | Народное собрание Болгарии          | 195       | 15        | 30        | 28 апреля 2008   | [ 16 ]               |
| Великобритания                                                                                             | 11 марта 2008    | Палата общин Великобритании         | 346       | 206       | n/a       | 16 июля 2008     | [ 17 ]               |
| Великобритания                                                                                             | 18 июля 2008     | Палата Лордов                       | Передан   | Передан   | Передан   | 16 июля 2008     | [ 18 ] [ 19 ]        |
| Великобритания                                                                                             | 19 июля 2008     | Королевская санкция                 | Утверждён | Утверждён | Утверждён | 16 июля 2008     | [ 20 ] [ 21 ]        |
| Венгрия | 17 декабря 2007  | Парламент                           | 325       | 5         | 14        | 6 февраля 2008   |                      |
| Венгрия | 20 декабря 2007  | Президент Венгрии                   | Утверждён | Утверждён | Утверждён | 6 февраля 2008   | [ 22 ]               |
| Германия                                                                                                   | 24 апреля 2008   | Бундестаг                           | 515       | 58        | 1         | 25 сентября 2009 | [ 23 ] [ 24 ]        |
| Германия                                                                                                   | 23 мая 2008      | Бундесрат                           | 65        | 0         | 4         | 25 сентября 2009 | [ 25 ] [ 26 ]        |
| Германия                                                                                                   | 8 октября 2008   | Федеральный президент Германии      | Утверждён | Утверждён | Утверждён | 25 сентября 2009 | [ 27 ] [ 28 ]        |
| Греция | 11 июня 2008     | Парламент                           | 250       | 42        | 8         | 12 августа 2008  | [ 29 ]               |
| Дания | 24 апреля 2008   | Парламент                           | 90        | 25        | 0         | 29 мая 2008      | [ 30 ]               |
| Дания | 30 апреля 2008   | Королевская санкция                 | Утверждён | Утверждён | Утверждён | 29 мая 2008      | [ 31 ]               |
| Ирландия                                                                                                   | 29 апреля 2008   | Дойл Эрэн (первый реф.)             | Передан   | Передан   | Передан   | 23 октября 2009  | [ 32 ]               |
| Ирландия                                                                                                   | 9 мая 2008       | Сенат Эрен (первый реф.)            | Передан   | Передан   | Передан   | 23 октября 2009  | [ 32 ]               |
| Ирландия                                                                                                   | 12 июня 2008     | Референдумa                         | 46,6 %    | 53,4 %    | N/A       | 23 октября 2009  | [ 32 ]               |
| Ирландия                                                                                                   | 8 июля 2009      | Дойл Эрэн (второй реф.)             | Передан   | Передан   | Передан   | 23 октября 2009  | [ 33 ]               |
| Ирландия                                                                                                   | 9 июля 2009      | Сенат Эрен (второй реф.)            | Передан   | Передан   | Передан   | 23 октября 2009  | [ 33 ]               |
| Ирландия                                                                                                   | 2 октября 2009   | Второй референдумb                  | 67,1 %    | 32,9 %    | N/A       | 23 октября 2009  | [ 34 ]               |
| Ирландия                                                                                                   | 15 октября 2009  | Президент Ирландии                  | Утверждён | Утверждён | Утверждён | 23 октября 2009  | [ 35 ]               |
| Ирландия                                                                                                   | 21 октября 2009  | Дойл Эрэн (статус закона)           | Передан   | Передан   | Передан   | 23 октября 2009  | [ 36 ]               |
| Ирландия                                                                                                   | 22 октября 2009  | Сенат Эрен (статус закона)          | Передан   | Передан   | Передан   | 23 октября 2009  | [ 36 ]               |
| Ирландия                                                                                                   | 27 октября 2009  | Президент Ирландии                  | Утверждён | Утверждён | Утверждён | 23 октября 2009  | [ 37 ] [ 38 ]        |
| Испания | 26 июня 2008     | Конгресс депутатов                  | 322       | 6         | 2         | 8 октября 2008   | [ 39 ]               |
| Испания | 15 июля 2008     | Сенат                               | 232       | 6         | 2         | 8 октября 2008   | [ 40 ]               |
| Испания | 30 июля 2008     | Королевская санкция                 | Утверждён | Утверждён | Утверждён | 8 октября 2008   | [ 41 ]               |
| Италия | 23 июля 2008     | Сенат Италии                        | 286       | 0         | 0         | 8 августа 2008   | [ 42 ]               |
| Италия | 31 июля 2008     | Палата депутатов                    | 551       | 0         | 0         | 8 августа 2008   | [ 43 ]               |
| Италия | 2 августа 2008   | Президент Италии                    | Утверждён | Утверждён | Утверждён | 8 августа 2008   | [ 44 ]               |
| Кипр | 3 июля 2008      | Парламент                           | 31        | 17        | 1         | 26 августа 2008  | [ 45 ]               |
| Кипр | Неизвестно       | Президент Кипра                     | Утверждён | Утверждён | Утверждён | 26 августа 2008  | [ 46 ]               |
| Латвия | 8 мая 2008       | Сейм Латвии                         | 70        | 3         | 1         | 16 июня 2008     | [ 47 ]               |
| Латвия | 28 мая 2008      | Президент Латвии                    | Утверждён | Утверждён | Утверждён | 16 июня 2008     | [ 48 ]               |
| Литва | 8 мая 2008       | Сейм Литвы                          | 83        | 5         | 23        | 26 августа 2008  | [ 49 ]               |
| Литва | 14 мая 2008      | Президент Литвы                     | Утверждён | Утверждён | Утверждён | 26 августа 2008  | [ 50 ]               |
| Люксембург                                                                                                 | 29 мая 2008      | Палата депутатов                    | 47        | 1         | 3         | 21 июля 2008     | [ 51 ]               |
| Люксембург                                                                                                 | 3 июля 2008      | Согласие великого герцога           | Утверждён | Утверждён | Утверждён | 21 июля 2008     | [ 52 ]               |
| Мальта | 29 января 2008   | Парламент                           | 65        | 0         | 0         | 6 февраля 2008   | [ 53 ]               |
| Нидерланды                                                                                                 | 5 июня 2008      | Палата представителей               | 111       | 39        | 0         | 11 сентября 2008 | [ 54 ]               |
| Нидерланды                                                                                                 | 8 июля 2008      | Сенат                               | 60        | 15        | 0         | 11 сентября 2008 | [ 55 ]               |
| Нидерланды                                                                                                 | 10 июля 2008     | Королевская санкция                 | Утверждён | Утверждён | Утверждён | 11 сентября 2008 | [ 56 ]               |
| Польша | 1 апреля 2008    | Сейм                                | 384       | 56        | 12        | 12 октября 2009  | [ 57 ]               |
| Польша | 2 апреля 2008    | Сенат                               | 74        | 17        | 6         | 12 октября 2009  | [ 58 ]               |
| Польша | 9 апреля 2008    | Президент Польши                    | Утверждён | Утверждён | Утверждён | 12 октября 2009  | [ 48 ] [ 59 ] [ 60 ] |
| Португалия                                                                                                 | 23 апреля 2008   | Парламент                           | 208       | 21        | 0         | 17 июня 2008     | [ 61 ]               |
| Португалия                                                                                                 | 9 мая 2008       | Президент Португалии                | Утверждён | Утверждён | Утверждён | 17 июня 2008     | [ 62 ]               |
| Румыния | 4 февраля 2008   | Парламент                           | 387       | 1         | 1         | 11 марта 2008    | [ 63 ] [ 64 ]        |
| Румыния | 7 февраля 2008   | Президент Румынии                   | Утверждён | Утверждён | Утверждён | 11 марта 2008    | [ 65 ]               |
| Словакия                                                                                                   | 10 апреля 2008   | Парламент                           | 103       | 5         | 1         | 24 июня 2008     | [ 66 ] [ 67 ]        |
| Словакия                                                                                                   | 12 мая 2008      | Президент Словакии                  | Утверждён | Утверждён | Утверждён | 24 июня 2008     | [ 68 ]               |
| Словения                                                                                                   | 29 января 2008   | Государственное собрание            | 74        | 6         | 0         | 24 Апреля 2008   | [ 69 ]               |
| Словения                                                                                                   | 7 февраля 2008   | Президент Словении                  | Утверждён | Утверждён | Утверждён | 24 Апреля 2008   | [ 48 ]               |
| Финляндия                                                                                                  | 11 июня 2008     | Парламент                           | 151       | 27        | 21        | 30 сентября 2008 | [ 70 ]               |
| Финляндия                                                                                                  | 12 сентября 2008 | Президент Финляндии                 | Утверждён | Утверждён | Утверждён | 30 сентября 2008 | [ 71 ]               |
| Франция | 7 февраля 2008   | Национальное собрание               | 336       | 52        | 22        | 14 февраля 2008  | [ 72 ]               |
| Франция | 7 февраля 2008   | Сенат                               | 265       | 42        | 13        | 14 февраля 2008  | [ 73 ]               |
| Франция | 13 февраля 2008  | Президент Франции                   | Утверждён | Утверждён | Утверждён | 14 февраля 2008  | [ 74 ]               |
| Чехия | 18 февраля 2009  | Палата депутатов                    | 125       | 61        | 11        | 13 ноября 2009   | [ 75 ] [ 76 ]        |
| Чехия | 6 мая 2009       | Сенат                               | 54        | 20        | 5         | 13 ноября 2009   | [ 77 ] [ 78 ]        |
| Чехия | 3 ноября 2009    | Президент Чехии                     | Утверждён | Утверждён | Утверждён | 13 ноября 2009   | [ 79 ]               |
| Швеция | 20 ноября 2008   | Риксдаг                             | 243       | 39        | 13        | 10 декабря 2008  | [ 80 ] [ 81 ]        |
| Эстония | 11 июня 2008     | Рийгикогу                           | 91        | 1         | 9         | 23 сентября 2008 | [ 82 ]               |
| Эстония | 19 июня 2008     | Президент Эстонии                   | Утверждён | Утверждён | Утверждён | 23 сентября 2008 | [ 83 ]               |
| ↑ Явка: 1,621,037 (53.13 %); 6,171 (0.4 %) испорченных; 752,451; (46.4 %) «за», 862,415 (53.2 %) «против». |                  |                                     |           |           |           |                  |                      |
| ↑ Явка: 1,816,098 (59.0 %); 7,224 (0.4 %) испорченных; 1,214,268 (67.1 %) «за», 594,606 (32.9 %) «против». |                  |                                     |           |           |           |                  |                      |

### Ратификация в Чехии
- 24 ноября 2008 года президент Чехии Вацлав Клаус заявил, что, вне зависимости от решения суда и парламента, он подпишет договор только после Ирландии[87].
- 25 ноября 2008 года конституционный суд Чехии постановил, что Лиссабонский договор не противоречит чешской конституции[88].
- 18 февраля 2009 года прошло голосование в чешском парламенте и большинство депутатов (125 при необходимых 120 из 200) высказалось за ратификацию договора[89].
- 24 сентября 2009 года президент Чехии Вацлав Клаус заявил, что откладывает подписание договора до того момента, пока конституционный суд не рассмотрит новый готовящийся иск[90].
- 29 сентября 2009 года 17 сенаторов подали новый иск в конституционный суд. Большинство из сенаторов состоит в одной партии с президентом Чехии Вацлавом Клаусом. Как известно, он является евроскептиком, и этот иск даёт ему время. Как ожидается, рассмотрение повторного иска может занять несколько месяцев[91].
- 11 октября 2009 года появились дополнительные сложности, стоящие на пути подписания договора, на этот раз ею стала проблема Судетских немцев. Вацлав Клаус опасается имущественных исков со стороны депортированных немцев[92]
- 14 октября 2009 года Президент Чехии на встрече с Президентом России в Москве подтвердил, что он не подпишет Лиссабонский договор, если ЕС не выполнит всех без исключений условий Чехии[93].
- На проходившем 29—30 октября 2009 года саммите ЕС страны согласились с требованиями Чехии предоставить возможность стране не исполнять идущую в связке с договором Хартию о фундаментальных правах[94].
- 3 ноября 2009 года Конституционный суд Чехии признал отсутствие в Лиссабонском договоре противоречия Конституции Чехии, после чего президент Чехии Вацлав Клаус подписал Договор[95][96].
- 13 ноября 2009 года документ был передан на хранение в МИД Италии, которая является страной — депозитарием договора[78].

## Правосубъектность ЕС
«Европейский союз становится правосубъектным» (ст. 47 Договора о ЕС). Это означает, что ЕС может заключать международные договоры во всех сферах его компетенции в четырёх случаях:
1. Если это предусмотрено основополагающими договорами ЕС.
2. Если того требует достижение целей, обозначенных в договорах.
3. Если того требует юридически обязательный документ ЕС.
4. Если данный договор может «повлиять на общие правила ЕС или изменить их» (Ст. 188L Римского договора).

Государства-члены имеют право заключать любой международный договор при условии, что он не противоречит соглашениям, подписанным ЕС или не относится к зоне компетенции Союза.
Договором закреплена следующая процедура по заключению международных соглашений от лица ЕС: Совет ЕС дает согласие на проведение переговоров после получения на то соответствующих рекомендаций Еврокомиссии и Высокого представителя по внешней политике и политике безопасности, он также назначает главу делегации или представителя от ЕС и принимает решение о подписании договора. Европейский парламент имеет совещательную роль, за исключением положений договора, к которым применимы юридические процедуры, и соглашений о присоединении к Европейской конвенции по защите прав человека и основных свобод (Ст. 188N Римского договора).

## Принципы и цели ЕС
Новый договор изменяет ценности и цели Европейского союза (Ст. 2 и 3 Договора о ЕС).
Договор о реформе изменяет название Договора об учреждении Европейских сообществ на Договор о функционировании ЕС, чем напрямую связывает его с Договором о ЕС и целями, которые он ставит перед объединённой Европой. Таким образом, принципы, рассматривавшиеся ранее как декларативные: защита граждан ЕС по всему миру, экономическое, социальное и территориальное единство, культурное многообразие и др., — наряду с социальными целями, становятся основополагающими задачами политики ЕС.
Задачей ЕС также становится создание «внутреннего рынка» и достижение целого ряда целей: полная занятость, социальный прогресс, высокий уровень защиты окружающей среды, борьба против дискриминации, социальная справедливость, защита прав детей и т. д.

## Институциональные изменения
Договор о реформе вносит изменения в Договор о ЕС в отношении институтов Союза.

### Постоянный председатель Европейского совета
Вводится пост постоянного председателя Европейского совета, который будет избираться европейскими лидерами сроком на 2,5 года с возможностью переизбрания на второй срок. Постоянный председатель Европейского совета будет представлять Союз во внешней политике в рамках своих полномочий и по вопросам Общей внешней политики и политики безопасности, что не умаляет роли Верховного представителя (Ст. 9b Договора о ЕС).
19 ноября 2009 года в ходе неформального саммита ЕС в Брюсселе на этот пост был назначен премьер-министр Бельгии Херман ван Ромпёй. С 1 декабря 2014 г. этот пост занимал бывший польский премьер-министр Дональд Туск (пол. Donald Tusk). С 2019 года пост председателя Европейского совета занимает бельгиец Шарль Мишель.

### Европейский парламент
«Европейский парламент осуществляет законодательные функции и функции, связанные с бюджетом ЕС, совместно с Советом» (Ст. 9а). Парламент получает большую полноту власти, поскольку его вес как законодательного органа приравнивается к весу Совета. Он также получает равный статус с Советом в отношении вопросов бюджета, так как дифференциация на «обязательные» и «необязательные» расходы не проводится.
Европарламенту поручено избрание председателя Еврокомиссии (тогда как сейчас он только одобряет кандидатуру, выдвинутую правительствами стран-членов).
С 2009 г. вводится новая система распределения мест в Парламенте. Число членов ограничивается 750 + 1 (председатель Парламента); места распределяются по принципу «снижающейся пропорциональности»: минимум 6 представителей от государства, максимум — 96. Эта система распределения мест вступила в силу в 2014 г — до этого времени был предусмотрен переходный период (ст. 9 Договора о ЕС).

### Европейский совет
Евросовет становится полноценным институтом Союза. Он состоит из глав государств или правительств государств-членов, его председателя и председателя Комиссии. В работе будет участвовать Верховный представитель Союза по иностранным делам и политике безопасности (см. ниже).
Если раньше председатель назначался по принципу ротации каждые полгода, то теперь Евросовет будет избирать его квалифицированным большинством на срок два с половиной года. Председатель Евросовета будет представлять Союз во внешней политике в рамках своих полномочий и по вопросам общей внешней политики и политики безопасности, что не умаляет роли Высокого представителя (Ст. 9b Договора о ЕС).

### Совет
Изменения, прежде всего, касаются новой системы голосования по принципу квалифицированного большинства. Начиная с 1 ноября 2014 г. квалифицированным большинством считаются голоса как минимум 55 % членов Совета (как минимум 15 стран), которые представляют как минимум 65 % населения Союза. Блокирующим меньшинством становятся четыре государства — члена Совета.
Период вплоть до 31 октября 2014 г. считается переходным, равно как и период с 1 ноября 2014 г. по 31 марта 2017 г.
До 31 октября 2014 г. будет применяться ныне действующая система, заложенная в Ниццком договоре, в соответствии с которой принципу квалифицированного большинства отвечают три условия: согласие членов Совета, имеющих в сумме 255 голосов (из 345, то есть 73,9 %), которые представляют одновременно большинство стран-членов (14 из 27 государств) и 62 % населения ЕС. Количество голосов у министров от разных государств-членов зависит от количества населения страны, хотя и не строго пропорционально.
В течение переходного периода с 1 ноября 2014 г. по 31 марта 2017 г. члены Совета будут иметь возможность принимать решения по ряду вопросов (определяется в каждом отдельном случае) квалифицированным большинством, как это заложено в Ниццком договоре. В этот промежуток также будет возможно воспользоваться «Янинским компромиссом» (временная отсрочка вынесения решения), что требует наличия оппозиции, которая составляет 75 % порога обычного блокирующего меньшинства (то есть четыре государства, численность населения которых не менее 35 % населения всего ЕС, плюс ещё одно государство). Данный механизм позволяет государствам, которые не способны создать блокирующее меньшинство в Совете, отложить принятие решения по проблемному вопросу на «разумный период времени», в течение которого предпринимаются попытки найти компромисс.
Необходимо заметить, что переходный период был заложен в Договор прежде всего ввиду неприятия новой системы Польшей и Великобританией, поскольку принцип распределения голосов в зависимости от численности населения давал этим странам значительно большие преимущества, нежели принцип, заложенный в Договор о реформе (каждая из них обладала 27 голосами в Совете, при этом страны ЕС с максимальным количеством населения получали 29 голосов).
Председательство в Совете будет осуществляться заранее определёнными группами в составе трех государств-членов на протяжении 18 месяцев. Эти группы будут составляться по принципу равной ротации, при этом во внимание будет приниматься и географическая сбалансированность представленных членов ЕС. Члены Совета, в свою очередь, занимают пост председателя каждые 6 месяцев (Ст. 9с Договора о ЕС).

### Европейская комиссия
Комиссия Европейских сообществ официально переименовывается в Европейскую комиссию.
Комиссия, действующая с 2009 по 2014 гг., будет состоять из одного представителя от каждого государства-члена, в том числе и Верховного представителя по внешней политике и политике безопасности.
Но с ноября 2014 г. Комиссия будет состоять из числа представителей, соответствующего 2/3 количества стран-членов ЕС, «в случае, если Евросовет единогласно не примет иного решения». Таким образом, в обычных условиях Комиссия будет состоять из 18 представителей от 27 стран. Члены Комиссии будут избираться на основе системы равной ротации между государствами-членами.
Председатель Комиссии избирается большинством голосов в Европарламенте по предложению от Евросовета. После этого Совет ЕС по предложению избранного председателя одобряет список стран-членов Комиссии. Непосредственно члены Еврокомиссии назначаются путём голосования по принципу квалифицированного большинства в Евросовете (Ст. 9d Договора о ЕС).

### Верховный представитель Союза по иностранным делам и политике безопасности
Европейский Совет по согласованию с председателем Еврокомиссии, квалифицированным большинством назначает верховного представителя Союза по внешней политике и политике безопасности (ст. 9е Договора о ЕС).
Верховный представитель будет осуществлять общую внешнюю политику и политику безопасности Европейского союза путём внесения предложений и реализации уже достигнутых договоренностей. Главное нововведение Договора о реформе заключается в том, что он будет возглавлять Совет по международным отношениям. Верховный представитель одновременно также является одним из вице-председателей Комиссии, в сферу компетенции которого входят внешние связи ЕС с миром.

### Суд Европейского союза
В соответствии с Лиссабонским договором, Суд ЕС состоит из Европейского суда (высшая инстанция), Суда общей юрисдикции (первая инстанция) и Трибунала гражданской службы. От каждого государства в нём будет представлен один судья; в нём также будут представлены 11 генеральных адвокатов (на данный момент — восемь). Судьи и адвокаты выбираются из числа выдающихся личностей и назначаются с общего согласия правительств стран-членов на шесть лет после консультаций со специальным комитетом (Ст. 9f Договора о ЕС).

## Вопросы, голосование по которым производится по принципу квалифицированного большинства
Новый договор расширяет список вопросов, голосование по которым проводится по принципу квалифицированного большинства:
- Порядок председательства в Совете (Ст. 201b Римского договора),
- Свободное передвижение рабочей силы, социальные гарантии (Ст. 42 Римского договора),
- Общая транспортная политика (Параграф 3 ст. 107 Римского договора),
- Административное сотрудничество в области свободы, безопасности и порядка (Ст. 66 Римского договора),
- Пограничный контроль (Ст. 69 Римского договора),
- Политическое убежище и защита беженцев и перемещенных лиц (Ст. 69А Римского договора),
- Миграция (Ст. 69В Римского договора),
- Судебное сотрудничество по вопросам преступлений (Ст. 69Е Римского договора),
- Евроюст (Ст. 69Н Римского договора),
- Европол (Ст. 69J Римского договора),
- Культура (Ст. 151, параграф 5 Римского договора),
- Инициатива граждан в отношении законодательства ЕС (Ст. 8В Договора о ЕС и 21 Римского договора),
- Решение о выходе государства-члена из состава ЕС (Ст. 35 Договора о ЕС),
- Интеллектуальная собственность (Ст. 97b Римского договора),
- Общая позиция по международным вопросам в рамках еврозоны (Ст. 115а Римского договора),
- Космическая политика (Ст. 172а Римского договора),
- Энергетика (Ст. 176а Римского договора),
- Меры по предотвращению преступности (Ст. 69С Римского договора),
- Туризм (Ст. 176В Римского договора),
- Спорт (Ст. 149 Римского договора),
- Защита населения (Ст. 176С Римского договора),
- Административное сотрудничество (Ст. 176D Римского договора),
- И др. вопросы.

При этом решения по проблемным вопросам (налоги, социальная безопасность, внешняя политика, политика безопасности, оперативное сотрудничество полиции, места в институтах) продолжают приниматься единогласно.

## Компетенции Союза и национальных правительств
Договор о реформе ЕС четко разделяет компетенции, относящиеся к ведению Союза и национальных правительств. Сообщество действует в рамках компетенции, предусмотренной договором и целями, которое оно ставит для него.
В вопросах, которые не относятся к «исключительной компетенции» ЕС, «Союз будет принимать участие только тогда и в той мере, если цели не могут быть должным образом достигнуты каждым государством самостоятельно на федеральном или местном уровне, но могут быть достигнуты в рамках всего Союза, принимая во внимание масштабы и последствия предполагаемых действий».
ЕС обладает исключительной компетенцией в вопросах «определения и проведения общей внешней политики и политики безопасности», определения действий для «поддержки, координации или дополнения действий, предпринимаемых государствами-членами, но без ущемления их компетенций в этих областях» (Ст. 2 Римского договора). Вопросы функционирования таможенного союза, внутреннего рынка; монетарной политики государств-членов, официальной валютой которых является евро; общей коммерческой политики и заключения международных договоров в ряде случаев также относятся к ведению Союза.
К сферам совместной компетенции Договор относит функционирование внутреннего рынка, социальную политику, экономическую, социальную и территориальную политику сплочения, сельское хозяйство и рыболовство, проблемы окружающей среды, защиту потребителей, транспорт, энергетику, пространство свободы, безопасности и правопорядка, общие проблемы здоровья населения, исследования, технологическое развитие, космическое пространство, развитие сотрудничества и гуманитарной помощи, координацию вопросов занятости и социальной политики в странах-членах.
В следующих областях Союз будет оказывать поддержку государствам-членам: защита здоровья населения, промышленность, культура, туризм, образование, проблемы молодёжи и спорт.
| Исключительная компетенция: |

| «Союз располагает исключительной компетенцией в законодательствовании и по заключению международных соглашений, когда это предусмотрено в законодательных актах Союза». |
| - таможенный союз - установление правил конкуренции - денежная политика - сохранение морских биологических ресурсов - общая торговая политика                           |

| Совместная компетенция: |

| «Государства-члены осуществляют свою компетенцию в той мере, в какой Союз не воспользовался своей компетенцией». | «Союз располагает компетенцией при условии, что осуществление данной компетенции не будет препятствовать государствам-членам осуществлять свою собственную компетенцию». |
| - внутренний рынок - социальная политика применительно к аспектам, определенным в настоящем Договоре - экономическое, социальное и территориальное сплочение - сельское хозяйство и рыболовство, за исключением сохранения морских биологических ресурсов - окружающая среда - защита потребителей - транспорт - трансъевропейские сети - энергетика - пространство свободы, безопасности и правосудия - общие проблемы безопасности в сфере здравоохранения применительно к аспектам, определенным в настоящем Договоре | - научные исследования, технологическое развитие и космос - поддержка развития и гуманитарная помощь                                                                     |
| - внутренний рынок - социальная политика применительно к аспектам, определенным в настоящем Договоре - экономическое, социальное и территориальное сплочение - сельское хозяйство и рыболовство, за исключением сохранения морских биологических ресурсов - окружающая среда - защита потребителей - транспорт - трансъевропейские сети - энергетика - пространство свободы, безопасности и правосудия - общие проблемы безопасности в сфере здравоохранения применительно к аспектам, определенным в настоящем Договоре | «Союз определяет условия, по которым государства-члены координируют свою политику».                                                                                      |
| - внутренний рынок - социальная политика применительно к аспектам, определенным в настоящем Договоре - экономическое, социальное и территориальное сплочение - сельское хозяйство и рыболовство, за исключением сохранения морских биологических ресурсов - окружающая среда - защита потребителей - транспорт - трансъевропейские сети - энергетика - пространство свободы, безопасности и правосудия - общие проблемы безопасности в сфере здравоохранения применительно к аспектам, определенным в настоящем Договоре | - экономическая политика и политика занятости - общая внешняя политика и политика безопасности, общая оборонная политика                                                 |

| Вспомогательная компетенция: |

| «Союз располагает компетенцией осуществлять деятельность, направленную на поддержку, координацию или дополнение деятельности государств-членов, не подменяя при этом их компетенцию в данных сферах». |
| - охрана и улучшение здоровья людей - промышленность - культура - туризм - образование, профессиональное обучение, молодежь и спорт - гражданская оборона - административное сотрудничество           |
| п о р |

## Политика обороны
Политике в области обороны отведено значительное место в новом Договоре по сравнению с предыдущими договорами. «Положения, относящиеся к Общей политике безопасности и политике в области обороны не ущемляют отдельные аспекты политики безопасности и обороны государств-членов. ЕС и национальные государства остаются связанными положениями Устава ООН…» (Декларация 30). Решения по вопросам в данной сфере принимаются единогласно (Ст. 17 Договора о ЕС), возможность изменить процедуру и применить принцип квалифицированного большинства исключена (Ст. 280Н Римского договора). Компетенция Суда не распространяется на данную область (Ст. 240а Римского договора).
Переход к общей политике в области обороны осуществляется на основании единогласного решения Евросовета (Ст. 27(1) Римского договора).
Договор о реформе прописывает обязательную коллективную ответственность стран — членов ЕС. Если государство стало жертвой агрессии, другие государства «обязаны» оказать помощь и поддержку «всеми возможными средствами». Это обязательство не нарушает специфику политики безопасности ряда членов союза (нейтральных государств или связанных особыми соглашениями) и соглашения в рамках НАТО (Ст. 27(7) Договора о ЕС).

## Хартия по правам человека
«ЕС уважает права, свободы и принципы, изложенные в Хартии по правам человека», она «имеет ту же юридическую силу, что и основополагающие договоры Союза» (Ст. 6 Договора о ЕС).
Несмотря на то, что текст Хартии не включен в Договор, её положения являются обязательными. Данное изменение было включено для того, чтобы контролировать соответствие директив и положений документов ЕС тем принципам, которые изложены в Хартии.

## Другие принципиальные изменения

### Гражданская инициатива
Граждане ЕС получают право выступать с предложением Европарламенту или Совету изменить законодательство. Для этого необходимо заручиться поддержкой данной инициативы со стороны миллиона граждан. Комиссия, однако, сохраняет за собой право решать, следует ли предпринимать действия для удовлетворения этого запроса.

### Еврозона
ЕС получает право определять модели координации экономической политики стран — членов еврозоны. Совет отменяет решение о неготовности страны вступить в еврозону (Ст. 116). Комиссия может выступить с предупреждением государства о том, что его экономическая политика не согласуется с общими рамками экономической политики ЕС.

### Энергетическая политика
Вопросы энергетической политики впервые детализированы в договоре ЕС. ЕС вправе определять цели, которые включают в себя более успешное функционирование энергетического рынка, поставки энергоресурсов и разработку альтернативных источников энергии. Союз ответственен за определение и имплементацию программ по исследованию и разработкам в данной области (хотя здесь его компетенция пересекается с компетенцией национальных правительств).
Энергетическая политика определяется Европарламентом и Советом в соответствии с обычной законодательной процедурой. При этом статьи Договора не ущемляют «право государств-членов предпринимать необходимые меры по обеспечению поставок энергоресурсов» (Декларация 20, Ст. 176а).

### Выход из Союза
Впервые в Договоре в рамках ЕС оговаривается возможность и процедура выхода из состава Союза. Согласно Ст. 50 Договора о ЕС, выход члена ЕС из его состава осуществляется в соответствии с законодательством страны; путем уведомления Евросовета о этом решении и по решению Совета, принятого квалифицированным большинством. По новой процедуре из ЕС вышла Великобритания.

### Глобальное изменение климата
Борьба с глобальным изменением климата получает приоритетное значение в новом Договоре. ЕС должен «предпринимать меры на международном уровне по борьбе с региональными и глобальными проблемами окружающей среды, в первую очередь — с изменением климата» (Ст. 174 Римского договора).
Политика Союза в энергетическом плане должна проводиться «в соответствии с необходимостью сохранить и улучшить окружающую среду» (Ст. 176А Римского договора).
Также Договор предполагает создание Европейского пространства исследований, несколько дополняет социальную политику, дает Союзу «стимулирующие» полномочия в вопросах образования, спорта, политики в отношении молодёжи; дает новое определение принципа субсидиарности; освещает вопросы в сфере сельского хозяйства и рыболовства.